# Elch Berg

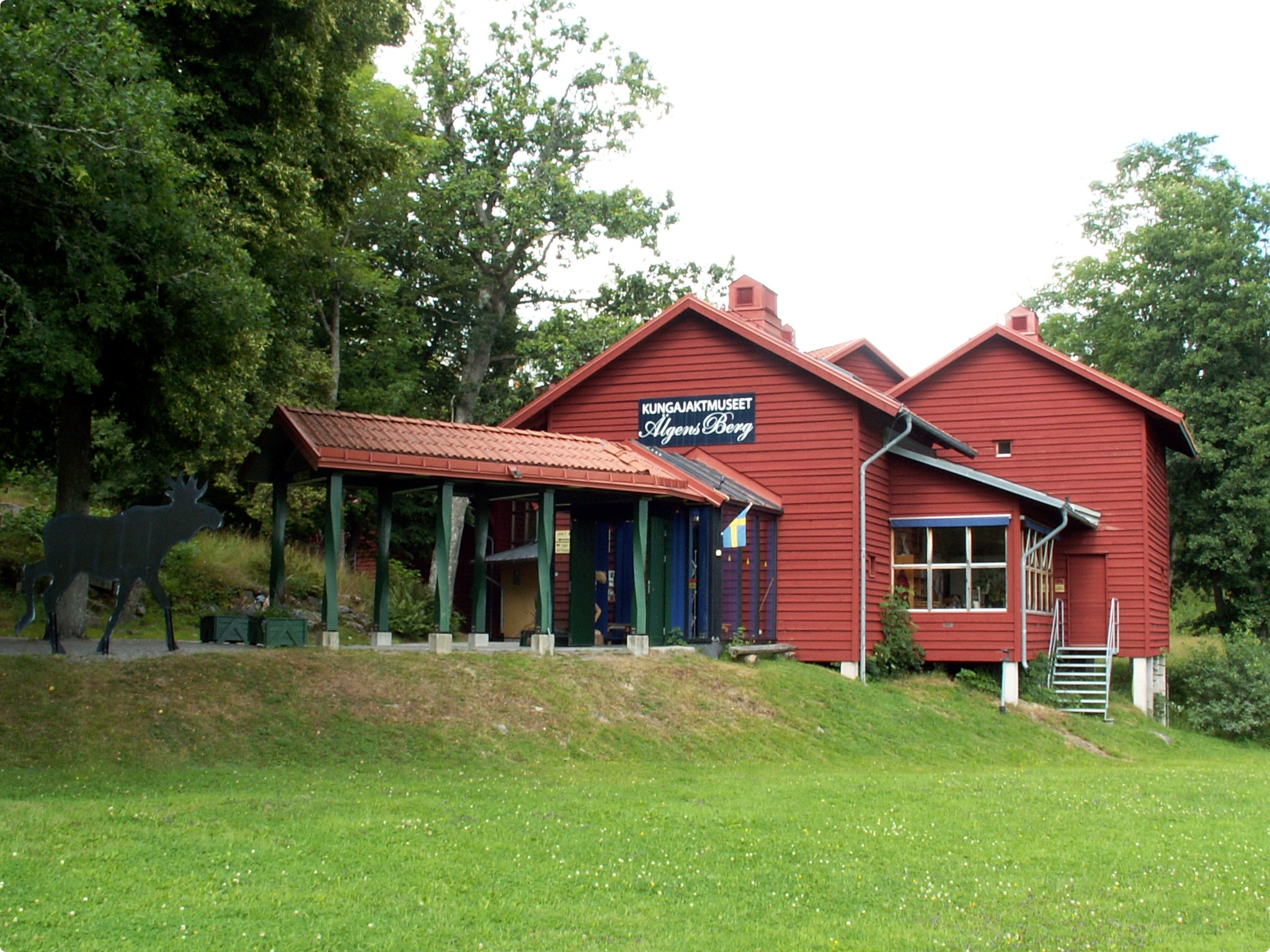
Eingangsgebäude

Das Königliche Jagdmuseum Elch Berg liegt im Ökopark Halle- und Hunneberg an der Südspitze des Vänersees, etwa 6 km östlich von Vänersborg.
Im Museum befindet sich eine Dauerausstellung über das Tierleben der Berge, deren Geologie, die Kulturgeschichte und die königliche Jagd. Außerdem gibt es eine Ökoparkausstellung mit Informationen über den Ökopark Halle- und Hunneberg, über Sehenswürdigkeiten und  Ausflüge.
Der Elch steht im Zentrum der Ausstellung. Mit interaktiven Teilen wird durch Bilder und Texte der Ausstellung geführt. Der Besucher kann selbst erfahren, wie es wäre, ein Elch zu sein – mit den Ohren des Elchs hören, den Geruchssinn des Elchs testen, die Fressgewohnheiten untersuchen und die Stimme des Elchs nachzuahmen.
Die Jagd auf Halle – und Hunneberg ist seit 1351 in königlichem Besitz. Die traditionelle jährliche Jagd wurde 1835 von König Oscar II eingeführt. Noch heute findet auf den Bergen die traditionelle Elchjagd statt. Das Museum informiert dazu. Im Simulator kann der Besucher die Möglichkeit ausprobieren, an der königlichen Jagd teilzunehmen.